# 理想L9
理想L9是中國汽車製造商理想汽车推出的一款豪华标准跨界休旅車，尺寸比理想ONE要大。理想L9於2022年3月首次亮相，并于2022年6月正式上市，首批车辆于2022年8月交付。截至2022年6月，理想L9售價為459,800元人民币。 2022年10月，理想汽車聯合創始人兼總裁沈亞楠表示，理想L9單月交付突破1萬輛。
| 类别       | 类别       | %      |
| ---------- | ---------- | ------ |
| 总分：     | 5 /5颗星   | 91.3%  |
| 乘员保护： | 乘员保护： | 93.37% |
| VRU保护：  | VRU保护：  | 75.87% |
| 主动安全： | 主动安全： | 95.55% |